# Evenless
Evenless (even less, engl. noch weniger) war eine deutsche Rockband aus Arnsberg, Nordrhein-Westfalen.

## Bandgeschichte
Das Konzeptalbum The Story of Janus Stark aus 2003 erzählt über 20 Tracks in geistreichen Metaphern eine zusammenhängende Geschichte über Schuld, Sühne, Egoismus und wohin dieser führen kann. In einem Interview, dass 2 Mitglieder von Evenless dem Magazin Metalius im Mai 2005 gaben, beschreiben die Musiker das inhaltliche Konzept: „Der Plot dreht sich um die Hauptfigur namens „Janus“, der von einer maskierten Gestalt, die sich selbst „Joziah“ nennt, verschleppt wird und welche sich selbst Janus gegenüber als Richter über dessen Sünden ausgibt. Joziah zeigt Janus dessen Verfehlungen im weiteren Verlauf anhand verschiedener Personen (wie seiner Mutter, einer Exfreundin etc.) und Stationen aus seinem Leben. Janus muss erkennen, dass er nicht so unschuldig ist, wie er immer gedacht hat, bzw. dass eigentlich niemand „unschuldig“ ist und wird am Ende – genau wie der Hörer – mit einer überraschenden Wendung konfrontiert.“
Kurz danach machte Evenless die Bekanntschaft mit Jörg Uken, der als Produzent in sein norddeutsches Soundlodge-Studio einlud, um den Nachfolger Songs from the Basement aufzunehmen. Das Mitte 2005 produzierte und im Juni 2006 bei Plattenfirma Yonah Records veröffentlichte Album Split Infinity wurde wieder im Soundlodge Studio, Rhauderfehn festgehalten. Es umfasst 14 Songs und unterstreicht konsequent als Nachfolger der vorangegangenen Alben den Rock-Sound von Evenless.
Am 6. Oktober 2006 gaben Evenless bekannt, dass sie sich auflösen werden. In diesem Rahmen gaben sie eine kleine Abschiedstournee, die sie bei ihrem letzten Konzert, am 28. Oktober 2006, nach Neheim führte.
2023 steuerten Evenless den Song „Nowhere“ dem Soundtrack von Kim Jens Witzenleiters Hörspiels „Wolfy“ bei.

## Einflüsse
Evenless ließen sich unter anderem von Porcupine Tree beeinflussen, was auch am Bandnamen zu erkennen war, welcher der erste Track des 1999 erschienenen Porcupine-Tree-Albums "Stupid Dream" war. Seit 1999 – damals noch unter dem Namen Dead Poets – entwickelten sie einen Gitarren-Rock, den Hörer gerne mit den Bands Filter, Counting Crows und Jimmy Eat World verglichen. In der heutigen Besetzung, die 2002 nach dem Wechsel des Schlagzeugers und des Bandnamens zustande gekommen war, präsentierten sie als evenless eine im Vordergrund stehende Melodie.

## Diskografie
- 2001: Refuse to the Other Side
- 2003: The Story of Janus Stark
- 2004: Songs from the Basement
- 2006: Split Infinity